# Шоккарагай (Северо-Казахстанская область)
Шоккарагай (каз. Шоққарағай) — село в Айыртауском районе Северо-Казахстанской области Казахстана. Входит в состав Сырымбетского сельского округа. Код КАТО — 593249700.

## Население
В 1999 году население села составляло 320 человек (158 мужчин и 162 женщины). По данным переписи 2009 года, в селе проживало 225 человек (109 мужчин и 116 женщин).